# River Leven (Bass-Straße)
Der River Leven ist ein Fluss im Nordwesten des australischen Bundesstaates Tasmanien.

## Geografie

### Flusslauf
Der fast 100 Kilometer lange River Leven entspringt an den Westhängen des Prospect Mountain in der Black Bluff Range, rund 47 Kilometer südlich von Burnie. Von dort fließt er zunächst nach Westen bis zum Fuß des Gebirges. Dort wendet er seinen Lauf nach Nord-Nordosten und dann nach Osten. Bei Loongana biegt der River Leven nach Nord-Nordwesten ab und durchfließt den Leven Canyon. An dessen Ende fließt er erneut nach Nord-Nordosten und mündet in Ulverstone in die Bass-Straße.

### Nebenflüsse mit Mündungshöhen
Er hat folgende Nebenflüsse:
- Medway River – 564 m
- Cattley Creek – 557 m
- Tor Creek – 402 m
- Dempster Creek – 400 m
- Patricks Creek – 377 m
- Winter Brook – 350 m
- Jean Brook – 332 m
- Tulip Tree Creek – 153 m
- Myrtle Creek – 0 m
- Skeleton Creek – 0 m
- Gawler River – 0 m